# Ахлёстышев, Михаил Фёдорович
Михаил Фёдорович Ахлёстышев (1782—1829) — генерал-лейтенант, герой Наполеоновских войн. Его двоюродные братья Дмитрий Дмитриевич и Александр Дмитриевич Ахлёстышевы.

## Биография
Родился 18 февраля (1 марта) 1782 года, происходил из дворян Епифанского уезда Тульской губернии. На военную службу вступил 15 апреля 1791 года подпрапорщиком в лейб-гвардии Преображенский полк, 22 января 1797 года определён в Кавалергардские эскадроны, 6 октября 1797 года (по другим данным — 5 апреля) вновь зачислен в Преображенский полк портупей-прапорщиком. 9 сентября 1798 года произведён в прапорщики.
В 1805 году Ахлёстышев участвовал в кампании против французов в Австрии и в сражении при Аустерлице был ранен пулей в правое плечо.
В 1806—1807 годах Ахлёстышев сражался с французами в Восточной Пруссии, отличился в сражениях под Гейльсбергом и Фридландом.
1 января 1810 года Ахлёстышев получил чин полковника и 13 июня 1810 года переведён в Нарвский пехотный полк, в рядах которого выступил против турок на Дунай.
При неудачном штурме Рущука корпусом генерала Н. М. Каменского Ахлёстышев получил пулевую рану в левую ногу. 26 августа 1810 года он в сражении при Батине заслужил себе золотую шпагу с надписью «За храбрость». Вскоре после того находился при взятии крепостей Систово и Никополь. 6 ноября 1810 года получил в командование 41-й егерский полк. За отличие в кампании 1811 года, где Ахлёстышев участвовал в сражении под Рущуком и находился при блокаде турецкого лагеря под Слободзеей, он 16 августа был назначен шефом 39-го егерского полка.
В Отечественную войну 1812 года Ахлёстышев со своим полком состоял в 3-й бригаде 10-й пехотной дивизии 3-го корпуса Воинова Дунайской армии. Был в сражениях под Ковелем, Любомлем и Головней, Горностаевичами и Волковыском.
В кампании 1813 года участвовал в сражении под Хелмом и штурме Люблина. 1 апреля 1813 года он был награждён орденом св. Георгия 4-й степени (№ 2566 по кавалерскому списку Григоровича — Степанова)
За отличие в сражении с французами при Ченстохове.
В сражении под Бауценом был сильно контужен картечью в грудь. Затем он участвовал в сражении под Кацбахом. В Битве народов под Лейпцигом он был тяжело ранен в левый бок и правую ногу и эвакуирован в Галле. По излечении Ахлёстышев участвовал в кампании 1814 года во Франции; 22 февраля при осаде крепости Мец и при отражении вылазки французов вновь был контужен картечью в правый бок.
29 сентября 1814 года был назначен командиром егерской бригады 10-й пехотной дивизии и 10 ноября того же года произведён в генерал-майоры (со старшинством от 20 декабря 1813 года). 3 июля 1817 года назначен командиром 2-й бригады 9-й пехотной дивизии, затем состоял при начальнике 6-й пехотной дивизии и 18 октября 1819 года переведён на должность бригадного командира в 3-ю бригаду 9-й пехотной дивизии. 11 мая 1824 года назначен командиром 1-й бригады 13-й пехотной дивизии, затем командовал 1-й бригадой сводной дивизии 5-го корпуса и 16 сентября 1826 года возглавил 6-ю пехотную дивизию. 17 мая 1827 года произведён в генерал-лейтенанты.
Скончался 31 января (12 февраля) 1829 года, похоронен в Москве, на кладбище Спасо-Андроникова монастыря, из списков исключён 18 февраля 1829 года.

## Награды
Среди прочих наград Ахлёстышев имел ордена:
- Орден Святой Анны 1-й степени
- Орден Святого Владимира 3-й степени
- Орден Святого Иоанна Иерусалимского
- Прусский орден Pour le Mérite
- Французский командорский крест ордена Почётного легиона.